# George Steinbrenner
George Michael Steinbrenner III (4 de Julho de 1930 em Rocky River, Ohio - 13 de Julho de 2010 em Tampa, Flórida) foi um bilionário estadunidense, e o principal proprietário do time de beisebol New York Yankees. Após comprar o time em 1973, investiu pesado na reconstrução dos Yankees, que venceram 7 títulos da Major League Baseball e chegaram a mais quatro World Series.
Steinbrenner apareceu como personagem da série de televisão Seinfeld, quando George Costanza trabalhou para os Yankees. Larry David fazia a voz do personagem, que falava sem parar, não importando se estavam ouvindo, e às vezes referia-se a si mesmo como "Big Stein". Sua face nunca foi vista pois sempre aparecia de costas quando Costanza entrava em seu escritório no estádio dos Yankees.
Em 13 de julho de 2010, teve uma parada cardíaca em sua casa em Tampa e morreu, aos 80 anos. Seus filhos Hal e Hank herdaram o Yankees.